# Gerrit Glomser
Gerrit Glomser (Salzburg, 1 april 1975) is een voormalig Oostenrijks wielrenner.

## Belangrijkste overwinningen
2000
- Oostenrijks kampioen (veldrijden)
- 6e etappe Ronde van Oostenrijk

2002
- 3e etappe Ronde van Oostenrijk
- Eindklassement Ronde van Oostenrijk

2003
- 2e etappe Ronde van Oostenrijk
- 3e etappe Ronde van Oostenrijk
- Eindklassement Ronde van Oostenrijk

2004
- 4e etappe Ronde van Oostenrijk

2005
- Oostenrijks kampioen op de weg
- Oberschlierbach (veldrijden)

2006
- Kärnten Viper GP

2007
- 6e etappe Ronde van Oostenrijk
- Lungau Rundfahrt

## Resultaten in voornaamste wedstrijden
| Jaar | Ronde van Italië | Ronde van Frankrijk | Ronde van Spanje |
| ---- | ---------------- | ------------------- | ---------------- |
| 1998 |                  |                     |                  |
| 1999 | 26e              |                     |                  |
| 2000 |                  |                     |                  |
| 2002 |                  |                     | 44e              |
| 2003 |                  | 64e                 | uitgesloten      |
| 2004 |                  | opgave              |                  |
| 2005 |                  | opgave              | opgave           |

| Jaar | Gent-Wevelgem | Luik-Bast.‑Luik | Ronde van Lombardije | Parijs-Tours |  | WK op de weg |
| ---- | ------------- | --------------- | -------------------- | ------------ |  | ------------ |
| 1998 | 128e          |                 |                      |              |  |              |
| 1999 |               |                 |                      |              |  |              |
| 2000 |               |                 |                      |              |  | 69e          |
| 2002 |               |                 |                      | 18e          |  | 15e          |
| 2003 |               | 39e             | 25e                  | 62e          |  | 28e          |
| 2004 |               | 85e             |                      | 28e          |  |              |
| 2005 |               |                 |                      |              |  |              |